# Lý Thiên Bảo
Lý Thiên Bảo (chữ Hán:李天寶; ?-555) vua nước Dã Năng (tồn tại phía tây với nhà Tiền Lý) trong lịch sử Việt Nam. Ông tham gia cuộc chiến chống quân Lương giữ nước Vạn Xuân và cát cứ ở Dã Năng thời Triệu Việt Vương.

## Đào Lang vương
Lý Thiên Bảo là anh trai của vua Lý Nam Đế. Năm 546, Lý Nam Đế phản công quân Lương ở hồ Điển Triệt bị Trần Bá Tiên đánh bại. Lý Nam Đế rút về động Khuất Lạo. Lý Thiên Bảo và viên tướng cùng họ là Lý Phật Tử mang 3 vạn quân vào đánh Đức châu (Nghệ An), giết chết thứ sử nhà Lương là Trần Văn Giới.
Trần Bá Tiên mang quân vào đuổi theo đánh, Lý Thiên Bảo và Lý Phật Tử thua trận, bèn thu nhặt quân còn sót được vạn người chạy sang đất người Di Lạo ở Ai Lao. Thấy động Dã Năng ở đầu nguồn Đào Giang, đất phẳng rộng màu mỡ có thể ở được, mới đắp thành để ở, nhân tên đất ấy mà đặt quốc hiệu là Dã Năng.
Lý Nam Đế mất ở Khuất Lạo trao lại binh quyền cho tướng Triệu Quang Phục. Trong khi Triệu Quang Phục cầm binh chống Trần Bá Tiên, Lý Thiên Bảo cố thủ ở Dã Năng thuộc Ai Lao. Năm 550, ông được nhân dân trong vùng tôn làm chúa, tự xưng là Đào Lang Vương (桃郎王).
Năm 555, Đào Lang Vương mất ở động Dã Năng không có con nối. Mọi người bèn suy tôn Lý Phật Tử lên nối ngôi, thống lĩnh quân chúng.
Lý Thiên Bảo làm chúa Dã Năng được 6 năm. Ông được phụ chép trong Kỷ Triệu Việt vương trong Đại Việt sử ký toàn thư. Sau này Lý Phật Tử trở về Vạn Xuân giành ngôi của Triệu Việt Vương.